# Levente Lengyel
Levente Lengyel (* 13. Juni 1933 in Debrecen; † 18. August 2014 in Budapest) war ein ungarischer Schach-Großmeister.

## Leben
Levente Lengyel zog im Jahr 1949 nach Budapest, spielte erst für den Budapesti Építők SC, ab 1955 jahrzehntelang für den fünffachen ungarischen Mannschaftsmeister (1967, 1975, 1976, 1979 und 1984) MTK Budapest FC, mit dem er auch fünfmal am European Club Cup teilnahm. In dieser Mannschaft hat er zusammen mit Lajos Portisch, László Szabó, István Bilek, András Adorján und später mit den Polgár-Schwestern gespielt. Nach Auflösung der Schachabteilung von MTK spielte er für Hajdúböszörményi Sakkozók Egyesülete (bis 2001 regelmäßig, danach nur noch sporadisch) und kam bis zur Saison 2002/03 in der höchsten ungarischen Spielklasse, der NB I. Szabó László csoport, zum Einsatz.
In den Jahren 1960 bis 1970 spielte Lengyel bei allen sechs Schacholympiaden für Ungarn. Bei der Schacholympiade 1966 in Havanna hat Ungarn mit ihm Bronze und 1970 in Siegen Silber gewonnen. 1962 erzielte er das drittbeste Ergebnis an seinem Brett. Seine Bilanz bei sechs Olympiaden lautet: 25 Siege, 32 Remispartien und 13 Niederlagen. Er war als Schachfunktionär bei weiteren drei Schacholympiaden dabei, auch bei der Schacholympiade 1980 in Valletta, wo nur die Buchholz-Wertung zugunsten der Sowjetunion und gegen Ungarn entschied. Mit der ungarischen Nationalmannschaft nahm er außerdem an den Mannschaftseuropameisterschaften 1961, 1965 und 1970 teil, er erreichte 1961 und 1965 den dritten, 1970 den zweiten Platz.
Die FIDE verlieh ihm 1962 den Titel Internationaler Meister und 1964 den Titel Großmeister. 1968 entschied er das Turnier in Solingen für sich.
Lengyel hat in seiner Schachkarriere zwei Partien gegen Weltmeister (Michail Botwinnik und Michail Tal) gewonnen. Er war auch als Trainer, unter anderem der Polgár-Schwestern, und Schachpublizist tätig.
Lengyels letzte Elo-Zahl betrug 2293, er wurde zu diesem Zeitpunkt aber bereits als inaktiv geführt, da er nach der ungarischen Mannschaftsmeisterschaft 2008/09 keine gewertete Partie mehr spielte. Seine beste Elo-Zahl von 2485 hatte er im Juli 1971. Vor Einführung der Elo-Zahlen war Lengyels beste historische Elo-Zahl 2628 im Dezember 1964.